# Phylloneta sisyphia foliifera
Phylloneta sisyphia foliifera is een spinnenondersoort in de taxonomische indeling van de kogelspinnen (Theridiidae).
Het dier behoort tot het geslacht Phylloneta. De wetenschappelijke naam van de soort werd voor het eerst geldig gepubliceerd in 1875 door Tord Tamerlan Teodor Thorell.